# HV Chemnitz
Der Handballverein Chemnitz, kurz HV Chemnitz oder HVC, ist ein Handballverein aus der sächsischen Stadt Chemnitz. Der Verein wurde im Jahr 1994 gegründet und die erste Frauenmannschaft des Vereins spielt seit der Saison 2017/18 in der 3. Liga.

## Geschichte

### 1994–2011: Anfänge des HV Chemnitz
Der 1994 gegründete Verein spielte lange Zeit in der Oberliga Sachsen, schaffte aber nie den Aufstieg in die drittklassige Regionalliga. In der Saison 2009/10 schaffte es die Chemnitzerinnen nicht sich für die neugegründete Oberliga Mitteldeutschland zu qualifizieren, sondern mussten als neuntplatzierte Mannschaft in die ebenfalls neugegründete Sachsenliga absteigen.
In der Premierensaison der sicherten sich die Chemnitzerinnen mit 40:4 Punkten knapp den ersten Platz vor dem SC Markranstädt und stiegen in die Oberliga Mitteldeutschland auf. Damit spielt erstmals seit 17 Jahren eine Chemnitzer Handballmannschaft im überregionalen Handball.

### 2011–2014: Im Mittelfeld der Oberliga
Als Aufsteiger konnten sich die Mannschaft aus Chemnitz direkt in der Oberliga Mitteldeutschland etablieren. Mit 27:17 Punkten beendete man die Saison mit dem fünften Platze auf einen Mittelfeldplatz. In der darauffolgenden Saison konnten die Chemnitzerinnen dieses Ergebnis bestätigen und beenden die zweite Saison in der Oberliga Mitteldeutschland erneut auf den fünften Platz.
In der Saison 2013/14 belegte die Mannschaft zwar nicht den fünften Platz, konnte ihre bisherige gezeigten Leistungen trotzdem mit dem sechsten Platz bestätigen. Dieser sechste Platz ist die schlechteste Platzierung der Chemnitzerinnen in der Oberliga Mitteldeutschland. 

### 2014–2017: Auf den Weg in die 3. Liga
In der Saison 2014/15 in der Oberliga Mitteldeutschland kämpften die Chemnitzerinnen mit um die vorderen Plätze. Schlussendlich belegten sie hinter dem überlegenen Meister SC Markranstädt und den punktgleichen TSV Niederndodeleben aufgrund des direkten Vergleiches den dritten Platz.
In der darauffolgenden Saison konnte sich die Mannschaft erneut steigern und sicherte sich hinter dem SC Markranstädt den zweiten Platz. Die Saison beendeten sie mit 19 Siegen und nur 3 Niederlagen. In der Saison 2016/17 spielten die Chemnitzerinnen eine perfekte Saison und sicherten sich mit 44:0 Punkten den Aufstieg in die 3. Liga.

### Seit 2017: Abstiegskampf in der 3. Liga
In der ersten Drittliga-Saison wurden die Chemnitzerinnen in die Oststaffel eingruppiert und belegten den zehnten Platz, was eigentlich den direkten Wiederabstieg bedeutet hätte. Weil die 2. Bundesliga wieder auf 16 Mannschaften aufgestockt wurde und zudem der TSV Kandel keine Lizenz für die 3. Liga beantragte, wurden eine Abstiegsrelegation durchgeführt, an welcher die Zehntplatzierten der vier Staffeln teilnahmen. Der HV Chemnitz traf auf die TS Herzogenaurach aus der Südstaffel. Nachdem sich die Mannschaft im Hinspiel mit 26:24 durchsetzen konnte, reichte den Chemnitzern im Rückspiel auch eine 16:17-Niederlage zum Klassenerhalt.
Auch in der darauffolgenden Saison musste die Mannschaft aus Chemnitz lange um den Klassenerhalt kämpfen. Erst am letzten Spieltag der Oststaffel entschied sich, wer die drei Abstiegsplätze belegen würde. Durch einen Sieg gegen den Tabellenletzten HSG Weiterstadt/Braunshardt/Worfelden und Patzer der Konkurrenz sicherten sich die Chemnitzerinnen mit dem neunten Platze den Klassenerhalt.

## Spielstätte
Der HV Chemnitz trägt seine Drittligaspiele in der Sachsenhalle Chemnitz aus, welche laut Angaben der Stadt Chemnitz eine Kapazität von 650 Sitzplätzen hat. Die weiteren Mannschaften der HV Chemnitz nutzen auch vier andere Sporthallen der Stadt Chemnitz.